# Бруев, Александр Яковлевич
Александр Яковлевич Бруев (1822—1896) — русский врач-дерматолог, профессор.

## Биография
Происходил из дворовых людей графини Протасовой. 
Учился в Петербургской Медико-хирургической академии, которую окончил в 1861 году. В 1863—1870 годах состоял врачом и ординатором в Крестовоздвиженской общине сестёр милосердия. 
В 1863 году он отправился в научную командировку заграницу, где занимался у профессоров Миллера и Эберта нормальной гистологией. По возвращении в 1864 году защитил диссертацию: «Об эпителиальных ячейках, находящихся на водной оболочке зародышей кошек» (СПб., 1864). В 1870 году вновь выехал за границу для специального изучения «накожных болезней»; посетил Вену (где в течение года занимался у профессоров Гебры, Зигмунда, Лангера и Тольде) и Цюрих (где в течение следующего года работал у профессора Эберта). По возвращении из научной командировки он занялся практическим изучением дерматологии в Крестовоздвиженской общине сестер милосердия. Одним из результатов его научной деятельности стала статья «О кожных кровоизлияниях с очень сильным развитием и скорым исчезновением».  
В 1872 году конференцией Медико-хирургической академии он был удостоен звания приват-доцента по кафедре кожных болезней и допущен к чтению лекций и ведению практических занятий. В том же году он был назначен врачом для командировок с прикомандированием к Клиническому военному госпиталю. В 1878 году был назначен старшим врачом Астраханского казачьего полка, а в 1882 году по его собственному желанию его перевели младшим врачом Лейб-гвардии Гренадерского полка и исполняющим должность врача Главного штаба. 
В 1885 году был избран профессором накожных и сифилитических болезней в Харьковском университете и руководил открывшейся кафедрой кожных и венерических болезней в течение двенадцати лет до 1897 года. 
Много его статей было напечатано в «Военно-медицинском журнале», «Медицинском вестнике», в «Протоколах» врачей в Санкт-Петербурге и др.